# Сефу бін Гамід

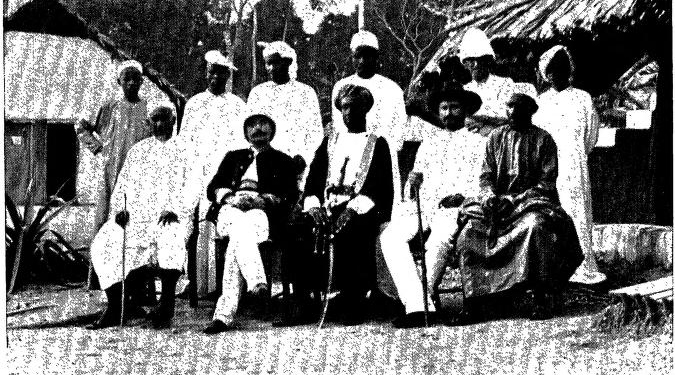
Сефу бін Гамід (у центрі) з двома офіційними особами Вільної держави Конго з Громадських сил: лейтенантом Джозефом Ліппенсом і сержантом Анрі Де Брюйне, на водоспаді Стенлі, бл. 1891 року

Сефу бін Гамід (1850 — 20 жовтня 1893) — арабський работорговець із Занзібару та адміністративний чиновник. Син Тіппу Тіпа. Загинув у ході конго-арабської війни.

## Біографія
У 1887 році його батько Тіппу Тіп став губернатора округу Стенлі-Фолс у Вільній державі Конго. Сефу бін Гамід представляв свого батька в регіоні Касонго в східному Конго і вів війну замість нього.
Протягом березня та квітня 1892 року Сефу неодноразово нападав на каравани Вільної держави Конго у східному Конго, включаючи торговців слоновою кісткою, що призвело до початку конго-арабської війни.
19 вересня 1892 року, зазнавши ранньої поразки, вождь сонге Гонго Лютете зрадив Сефу бін Гаміда і перейшов на бік Force Publique. У відповідь на це Сефу відправив резидента Касонго, лейтенанта Джозефа Ліппенса, і його ад'юнкта сержанта Анрі Де Брюйне, під домашній арешт. Сефу закликав переглянути кордони своїх територій і вимагав від генерал-губернатора Франсіса Даніса передати йому Гонго Лютете шляхом обміну полоненими. 15 листопада де Брюйне був супроводжений до Франсіса Даніса, щоб повідомити йому про вимоги Сефу. Даніс відмовився погодитися на ці умови, і Де Брюйне повернувся до Касонго. Сефу бін Хамід вважав це актом війни.
Сефу перетнув річку Ломамі з 10 000 солдатами, з них близько 500 занзібарських офіцерів, а решта — конголезці. Він встановив два форти на річці Ломамі, де його військо атаковали Force Publique і він змушений відступити. У відплату він наказав убити Ліппенса і Де Брюйне в Касонго 1 грудня 1892 року. Після захоплення Касонго 22 квітня 1893 року Force Publique виявили могили Ліппенса та Де Брюйне, вони також знайшли щоденники Еміна-паші, в яких зазначено, що він був убитий 23 жовтня 1892 року
Остання велика битва відбулася 20 жовтня 1893 року на річці Луама, що західніше озера Танганьїка. У ній Сефу зазнав поразки та був убитий у бою. 